# الحزب الوطني المصري
الحزب الوطني حزباً سياسي قومي ذو توجه إسلامي أسسه مصطفى كامل في 16 رمضان 1323. 22 أكتوبر 1907 في الخطبة الأخيرة في حياة مصطفى كامل في الإسكندرية أعلن فيها عن تأسيس الحزب الوطني.

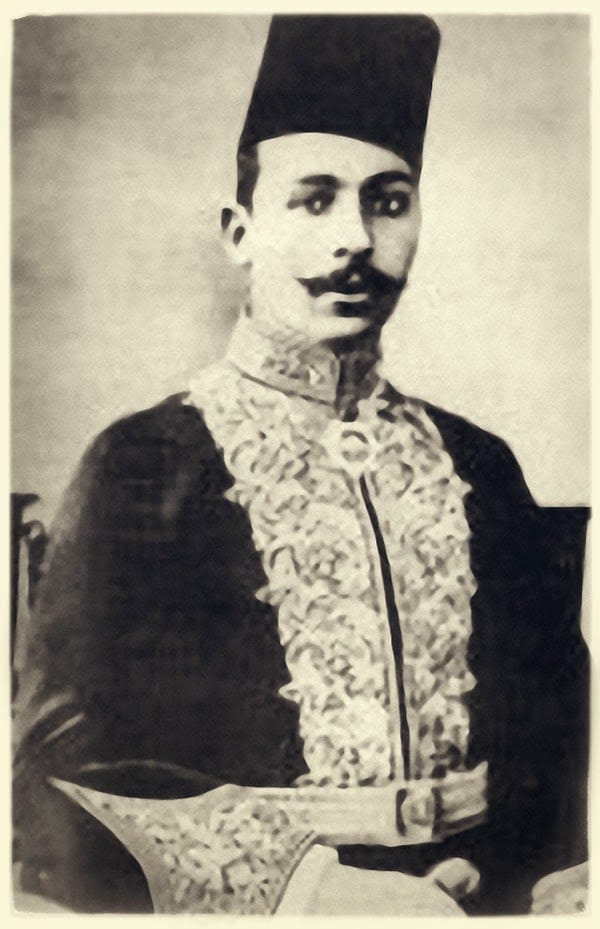
مصطفى كامل باشا مؤسس الحزب الوطني.

تأسس الحزب كحركة سياسية عام 1895، وكان بقيادة مصطفى كامل باشا، وهو صحفي فرنكوفيلي من الإسكندرية. تكون المنصة الوطنية بشكل أساسي من برجوازية المدينة ، المتعاطفين مع النظام الملكي وأيضًا من قبل الخديوي عباس حلمي الثاني، وهو شخص معروف برهاب اللغة الإنجليزية.  كما نشر الحزب جريدة من عام 1900، هي "اللواء" ، ذات وجهات نظر واضحة معادية لبريطانيا. في نفس العام ، رشح عبد الحميد الثاني مصطفى كامل باشا لدعمه الخلافة العثمانية. ازدادت مواقفها المعادية لبريطانيا بعد حادثة Denshawai في عام 1906.

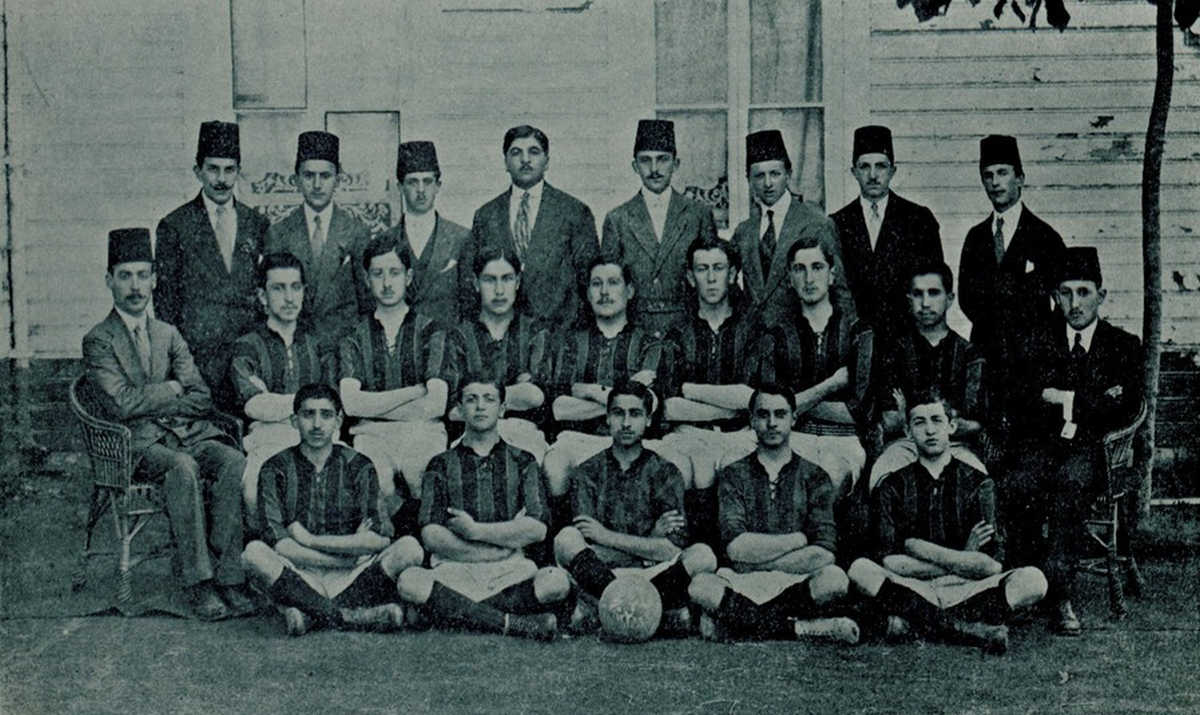
مصطفي كامل وحزبه.

أصبح الوطني حزباً رسمياً في 22 أكتوبر 1907 ، بعد المؤتمر الأول لوطني. خلال المؤتمر ، دعم مصطفى كامل الملكية الدستورية . ومع ذلك ، توفي كامل بعد شهرين فقط من المؤتمر ، وورث الوطني محمد فريد . تحت قيادة فريد ، دعم الحزب سياسات الملكية والقانون والنظام والدولة ،  خاصة بعد اغتيال رئيس الوزراء بطرس غالي عام 1910. ومن المفارقات أن قاتل بطرس غالي كان من المتعاطفين مع الوطني.
عندما انتهت الحرب العالمية الأولى وتوفي فريد عام 1919 ، بدأ الحزب في التراجع. قاد محمد حافظ رمضان بك حزب الوطني وبدأ سياسة مؤيدة للوفد ، وأصبح أول حزب سياسي في مصر. لم يفز الوطني بالعديد من المقاعد في الانتخابات ، وبعد انقلاب 1952 تم حظر الحزب.

## أهم أهدافه
- هو جلاء الإنجليز عن مصر.
- بث الروح الوطنية في الشعب.
- عمل دستور يكفل الرقابة البرلمانية على الحكومة.
- ترقية الزراعة والصناعة والتجارة والعمل لاستقلال الأمة علميا واقتصاديا.

## تاريخه
- اتفق أعضاء الحزب الوطني على أن يكون مصطفى كامل رئيساً للحزب مدى الحياة ولكنه توفي بعد تأسيس الحزب بأربعة شهور في 6 محرم 1324 الموافق 10 فبراير 1908م.
- انتخب الزعيم الوطني محمد فريد رئيسا للحزب وخلفا لمصطفى كامل.
- أسّس الحزب جريدة اللواء والنقابات وعمل على مقاومة الاحتلال الإنجليزي والعملاء.
- أول اغتيال سياسي كان من أحد أعضاء الحزب قام باغتيال بطرس غالي رئيس الوزراء بعد أن أقدم على مدّ امتياز قناة السويس.
- ظلّ الخلاف بين محمد فريد وفهمى كامل أخو مصطفى كامل على رئاسة الحزب حتى مات محمد فريد وأغلب القيادات وظلّ يفقد شعبيته حتى تم حلّ الأحزاب بعد ثورة 23 يوليو.
- من أعضاء الحزب الوطنى الديمقراطى دكتور خليل ابراهيم خليل الديب فاز بمقعد في المجلس و تم اعلانه في جريدة الاهرام بتاريخ 12/4/1987 بمحافظة الشرقية عن دائرة بلبيس و كان تخصص أطفال، وكان عضو في مجلس الشعب، عن دائرة بلبيس 15 سنة متواصلة، لمحبة الناس له ولتواضعه ولخدمته لأهالى دائرة بلبيس و هو والد المهدس طارق خليل اليب رئيس مجلس ادارة شركة بترول سابقا.
- https://www.youm7.com/story/2020/5/4/%D8%B9%D8%A7%D8%A6%D9%84%D8%A9-%D9%85%D8%B5%D8%B1%D9%8A%D8%A9-%D8%B9%D8%B1%D9%8A%D9%82%D8%A9-%D8%A7%D9%84%D8%AF%D9%8A%D8%A8-%D9%8A%D8%B1%D8%AC%D8%B9-%D9%86%D8%B3%D8%A8%D9%87%D8%A7-%D8%A5%D9%84%D9%89-%D8%A7%D9%84%D8%A5%D9%85%D8%A7%D9%85-%D8%B9%D9%84%D9%8A-%D8%B2%D9%8A%D9%86/4757424

### انتخابات مجلس النواب
| انتخاب | قائد الحفلة | مقاعد | +/– | موقع    |
| ------ | ----------- | ----- | --- | ------- |
| 1926   | حافظ رمضان  | 5/215 | 5   | الرابعة |
| 1936   | حافظ رمضان  | 4/232 | 3   | الثالث  |
| 1942   | حافظ رمضان  | 2/264 | 2   | الثالث  |
| 1945   | حافظ رمضان  | 7/264 | 5   | الرابعة |
| 1950   | حافظ رمضان  | 6/319 | 1   | الرابعة |